# Groupe de NGC 2563
Le groupe de NGC 2563 comprend au moins 14 galaxies situées dans la constellation du Cancer. La distance moyenne entre ce groupe et la Voie lactée est d'environ 74,9 Mpc (∼244 millions d'al). 

## Membres
Le tableau ci-dessous liste les 14 galaxies du groupe indiquées dans l'article de A.M. Garcia paru en 1993. 
| Nom         | Class.    | Type                  | α (J2000.0)   | δ (J2000.0) | Vitesse radiale (km/s) | m              | Distance (Mpc) | Diamètre (kal) |
| ----------- | --------- | --------------------- | ------------- | ----------- | ---------------------- | -------------- | -------------- | -------------- |
| NGC 2556    | S0        | Lenticulaire          | 08h 19m 00.8s | 20° 56′ 13″ | 4600 ± 2               | 14,5           | 71,3 ± 5,0     | 58             |
| NGC 2557    | SB0       | Lenticulaire          | 08h 19m 10.7s | 21° 26′ 06″ | 4834 ± 2               | 13,2           | 74,8 ± 5,2     | 88             |
| NGC 2558    | SAB(rs)ab | Spirale intermédiaire | 08h 19m 12.7s | 20° 30′ 39″ | 4979 ± 2               | 13,0           | 76,9 ± 5,4     | 171            |
| NGC 2560    | S0/a      | Lenticulaire          | 08h 19m 51.9s | 20° 59′ 06″ | 4883 ± 2               | 13,3           | 75,5 ± 5,3     | 107            |
| NGC 2562    | S0/a?     | Lenticulaire          | 08h 20m 23.6s | 21° 07′ 53″ | 5062 ± 2               | 12,9           | 78,1 ± 5,5     | 96             |
| NGC 2563    | S0^0      | Lenticulaire          | 08h 20m 35.7s | 21° 04′ 04″ | 4509 ± 2               | 12,2           | 70,0 ± 4,9     | 138            |
| NGC 2569    | E?        | Elliptique            | 08h 21m 21.1s | 20° 52′ 03″ | 5117 ± 2               | 14,3           | 79,0 ± 5,5     | 78             |
| UGC 4324    | Sab?      | Spirale               | 08h 18m 29.5s | 20° 45′ 41″ | 4815 ± 3               | 12,55          | 74,5 ± 5,2     | 101            |
| UGC 4344    | Sadm      | Spirale magellanique  | 08h 20m 16.6s | 20° 52′ 30″ | 5031 ± 3               | 13,04 ± 0,13   | 77,7 ± 5,4     | 125            |
| PGC 23406   | E?        | Elliptique            | 08h 20m 39.4s | 21° 04′ 46″ | 4492 ± 3               | 14,939         | 69,7 ± 4,9     | 21             |
| PGC 234191  | S0        | Lenticulaire          | 08h 20m 51.2s | 21° 03′ 18″ | 4661 ± 80              | 14,045 ± 0,003 | 72,2 ± 5,2     | 44             |
| CGCG 119-51 | Sb        | spirale               | 08h 19m 13.3s | 20° 45′ 27″ | 5028 ± 3               | 14,10 ± 0,40   | 77,6 ± 5,4     | 70             |
| CGCG 119-53 | S0a       | Lenticulaire          | 08h 19m 19.8s | 21° 03′ 32″ | 4846 ± 2               | 14,10 ± 0,40   | 74,9 ± 5,3     | 46             |
| CGCG 119-69 | E         | Elliptique            | 08h 21m 26.4s | 21° 07′ 51″ | 4908 ± 2               | 14,228 ± 0,004 | 75,9 ± 5,3     | 42             |

1 Une autre désignation pour PGC 23419 est 2MASXJ08205122+2103184 et c'est en utilisant celle-ci que l'on peut trouver les données de cette galaxie sur le site NASA/IPAC.  
Le site DeepskyLog permet de trouver aisément les constellations des galaxies mentionnées dans ce tableau ou si elles ne s'y trouvent pas, l'outil du site constellation permet de le faire à l'aide des coordonnées de la galaxie. Sauf indication contraire, les données proviennent du site NASA/IPAC. 